# Халил Эль-Кахири
Халил Эль-Кахири (араб. خليل القاهري‎ / 21 декабря 1986) — бахрейнский предприниматель и писатель. Он известен как автор статей по экономике в изданиях Бахрейна..

Эль-Кахири является генеральным директором компании «Trexsol» и основателем компании «Stradico»., которая является строительной компанией. Он также является основателем первой школы бизнес-образования в Бахрейне. В 2017 году Эль-Кахири опубликовал свою первую книгу под названием «The Way to Entrepreneurship».